# Ömer Onan

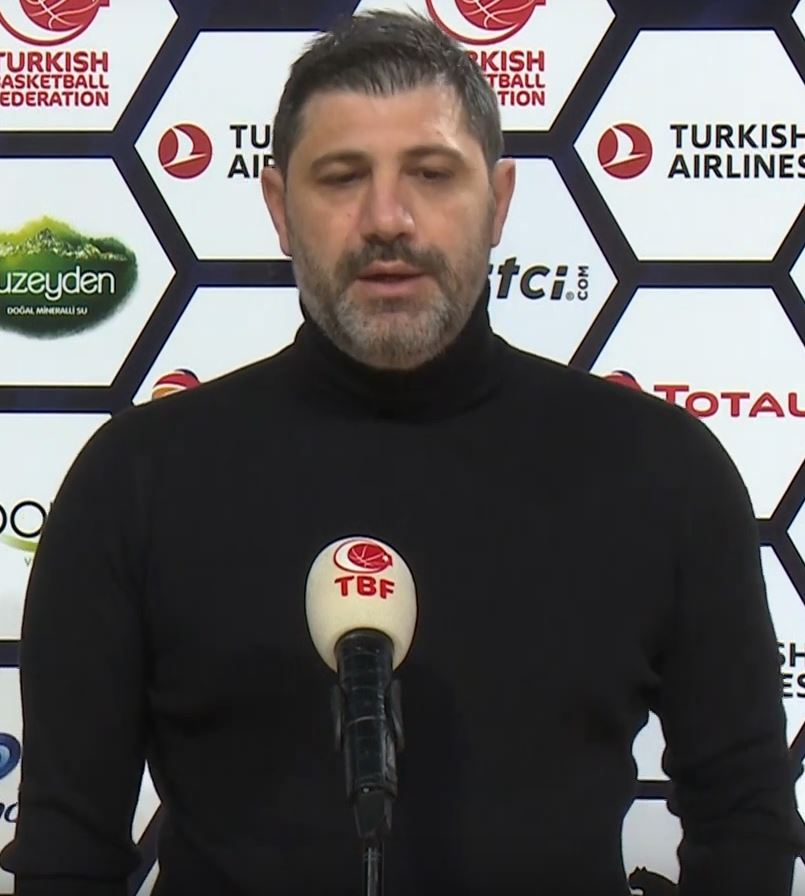

Ömer Onan (Manisa, 4 de fevereiro de 1988) é um basquetebolista profissional turco, atualmente joga no Fenerbahçe Ülker.